# Monica Rohan
Monica Rohan (n. 1 aprilie 1956, Șieu-Odorhei, județul Bistrița-Năsăud) este  poetă și prozatoare română, membră a Uniunii Scriitorilor din România - Filiala Timișoara.
- A absolvit școala Generală nr. 1 din Lugoj, a continuat studiile la Liceul de Arte Plastice din Timișoara și Liceul „C. Brediceanu" din Lugoj.
- Facultatea de Litere, Filosofie și Istorie, Universitatea de Vest Timișoara, secția română-franceză, cu licență în etnologie[2].

- Profesii: bibliotecar la Biblioteca Județeană Timiș.

- A colaborat la revistele: Orizont, România literară, Amfiteatru, Luceafărul, Apostrof, Arca, Actualitatea literară, Banat, Convorbiri literare, Familia, Flacăra, Învierea, Levure litteraire, Mișcarea literară, Orient latin, Poesis, Poezia, Rațiunea mistică, Reflex, Steaua, Sinapsa, Sintagme literare, Scrisul românesc, Suflet românesc, Vatra, etc.

## Volume publicate
- Trecînd printr-o dimineață, versuri, Timișoara, Editura Facla, 1983;
- Scrîșnet,  versuri, București, Editura Litera, 1984;
- Povești pestrițe, (povestiri pt. copii), Timișoara, Editura Facla, 1986;
- Împărăția de vis (povestiri pt. copii, ilustrații color de Silvia Muntenescu), Editura Ion Creangă, 1990
- Dulce lumină, versuri, Timișoara, Editura Hestia, 1996;
- Vedere periferică, versuri, Timișoara, Editura Hestia, 1998;
- 1000 fără 1, poeme, Timișoara, Editura Brumar, 2002;
- Nostalgia grădinii, versuri, Timișoara, Editura Anthropos, 2006;
- Picături, versuri, Timișoara, Editura Marineasa, 2007.
- Rogvaiv, poezii, volum antologic, Timișoara, Editura Anthropos, 2009.
- Zid după zid, poeme, Timișoara, Editura Brumar, 2011, premiul USR, filiala Timișoara
- Translucid, poeme, București, Editura Tracus Arte, 2014
- Freamătul subtil al stingerii, București, Editura Eikon, 2019

Prezentă în volume colective: 
- Casa faunului. 40 de poeți contemporani..., Timișoara, Editura Hestia, 1996.